# Курцвайль, Макс
Максимилиан Франц Мария Курцвайль, Виктор Зденко (нем. Max Kurzweil; 12 октября 1867, Бзенец, Моравия — 9 мая 1916, Вена) — австрийский живописец, рисовальщик и гравёр, художник-иллюстратор. Экспрессионист периода модерна. Один из организаторов Венского сецессиона и журнала «Ver Sacrum».

## Биография
Максимилиан Виктор Зденко был сыном богатого фабриканта Карла Курцвайля и Марии Мартерер, родился 12 или 13 октября 1867 года в селе Бзенец, Моравия (ныне район Годонин, Южноморавского края Чешской Республики). В 1879 году он переехал со своей семьей в Вену и посещал там Шоттенгимназию (Schottengymnasium). С 1886 по 1895 год обучался в Венской академии изобразительных искусств под руководством Кристиана Грипенкерля, Леопольда Карла Мюллера и Казимира Похвальского (1894—1895). Затем, с 1892 года он продолжил учебу в парижской Академии Жюлиана. В 1894 году впервые выставил свою работу в Парижском салоне.

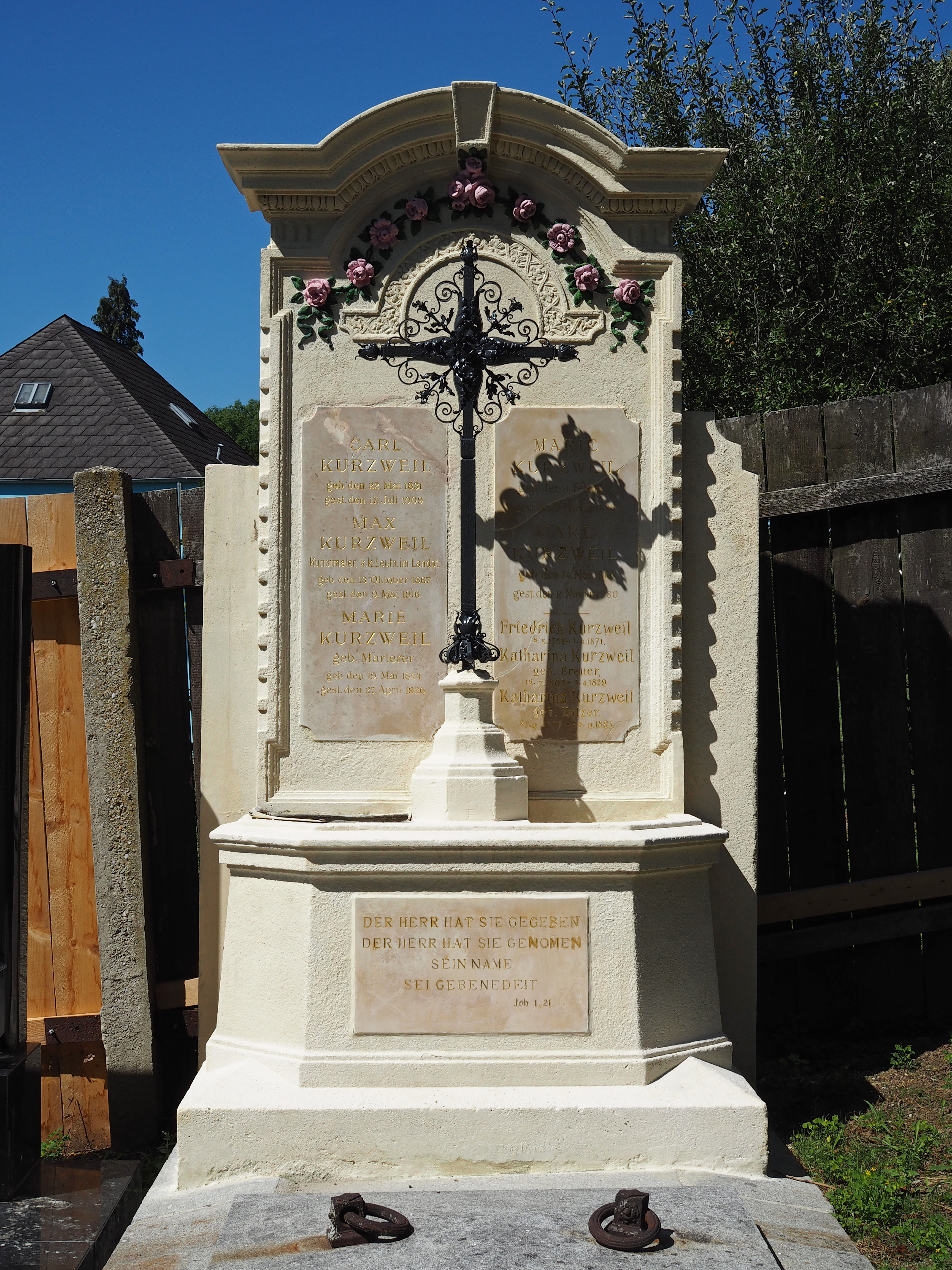
Гробница семьи Курцвайль. Хюттельдорфское кладбище, Вена

С 1891 года Курцвайль большую часть времени проводил во Франции, где в 1895 году женился Мари-Жозефине Марте Гюйо, дочери заместителя мэра Конкарно в Бретани.
В 1895 году был принят в Венский Кюнстлерхаус (нем. Wiener Künstlerhaus — Венский Дом художников), в 1896 году получил малую золотую медаль; в 1897 году был одним из основателей Венского сецессиона. Макс Курцвайль был одним из самых активных сотрудников, часто выступая под своим моравским именем «Виктор Зденко», редактором и иллюстратором влиятельного журнала художников австрийского модерна «Ver Sacrum» (Весна священная). В 1905 году он стал одним из первых лауреатов престижной ежегодной премии «Villa Romana».
Курцвайль был профессором Женской школы изобразительного искусства (Frauenkunstschule). Как живописец он работал в жанрах пейзажа и портрета, его «пленэры» близки традициям импрессионизма и «остаются совершенно свободными от влияния группы Наби или Гогена, работавших в то же время». Поздние произведения художника показывают влияние на его творчество экспрессионистов Эдварда Мунка и Фердинанда Ходлера.
После неудачного брака и развода с женой музой Курцвайля стала Хелен Хегер (Helene Heger), его студентка в Женской школе изобразительного искусства. Но семейному счастью помешала начавшаяся Первая мировая война, в которой Курцвайль участвовал как драгунский офицер и военный художник. Отец Элен вынудил дочь порвать опасную любовную связь. В 1916 году Макс получил краткосрочный отпуск с фронта, приехал в свою мастерскую, встретился там с Хелен и застрелил сначала её, а потом себя.
Похоронен в семейном склепе на Хюттельдорфском кладбище в Вене. Несмотря на свою довольно короткую жизнь, Макс Курцвайль считается одним из самых значительных представителей Венского сецессиона после Густава Климта и Эгона Шиле. Художественная фигура и творчество Курцвайля стали известны лишь в 1964 году благодаря выставке «Вена около 1900 года» (Wien um 1900) и в 1965—1966 годах благодаря ретроспективной выставке в Австрийской галереe.

## Галерея

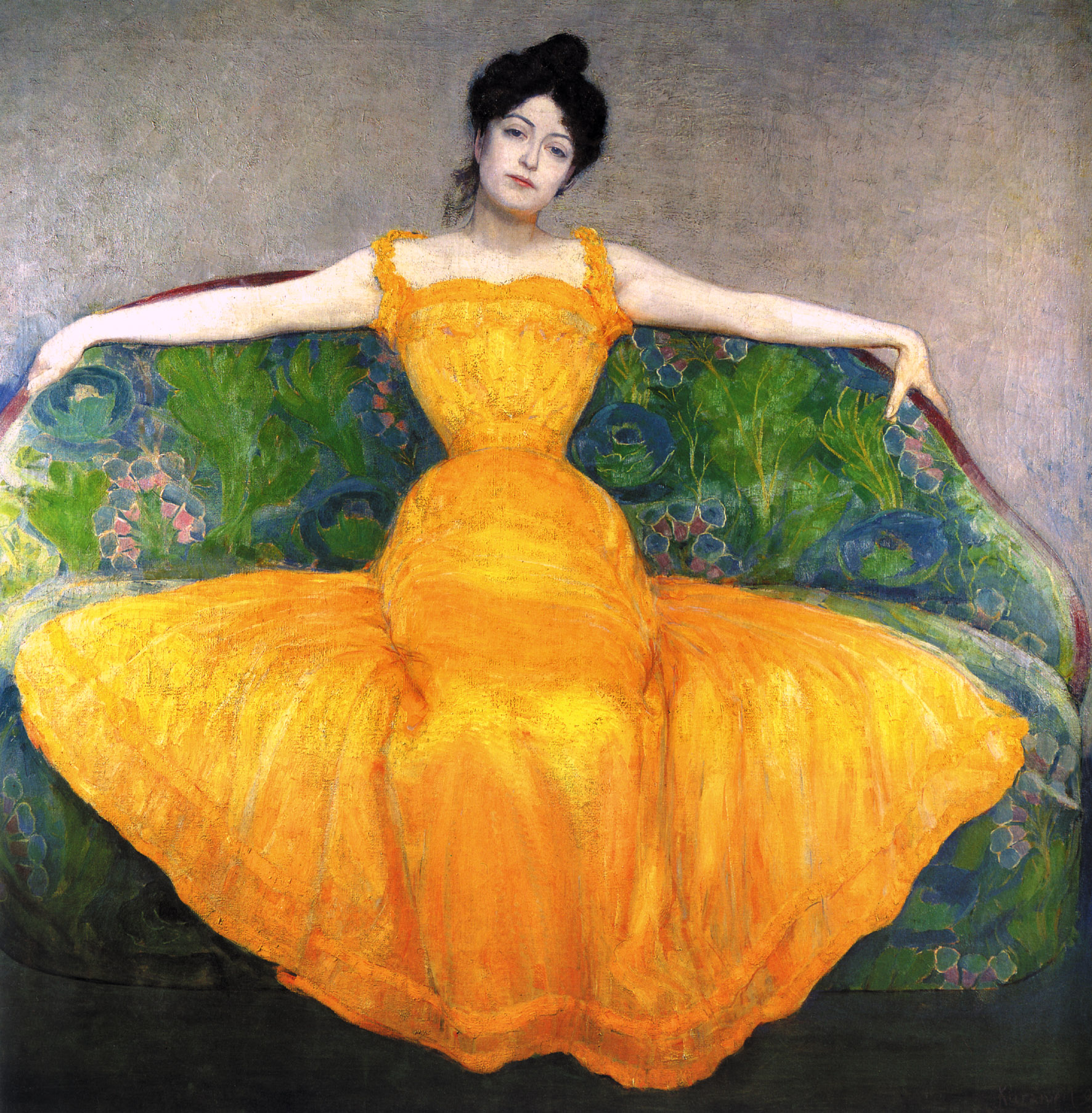
Дама в жёлтом. 1899. Холст, масло. Городской музей, Вена
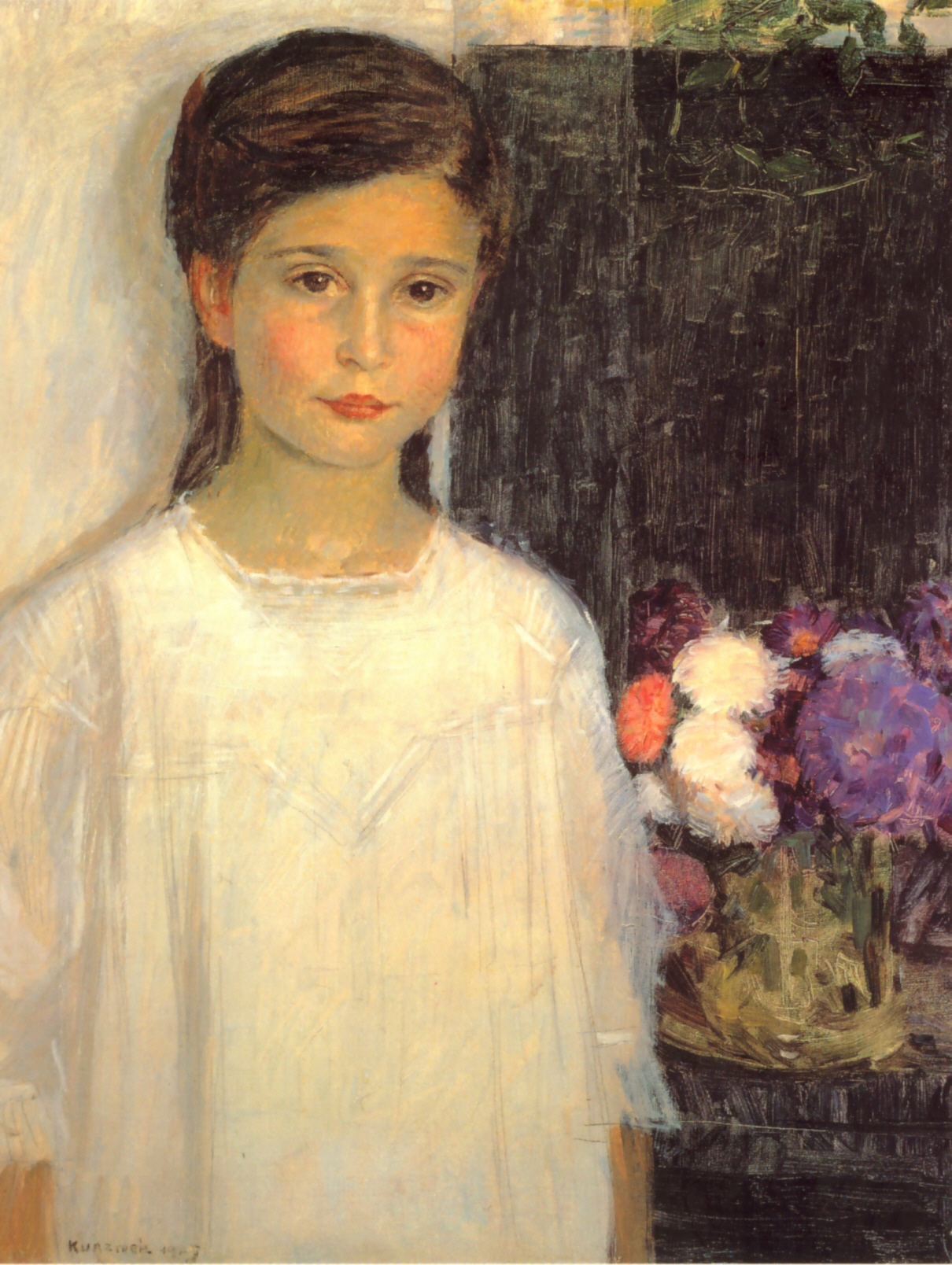
Мира Бауер. 1908. Холст, масло. Австрийская галерея, Бельведер, Вена
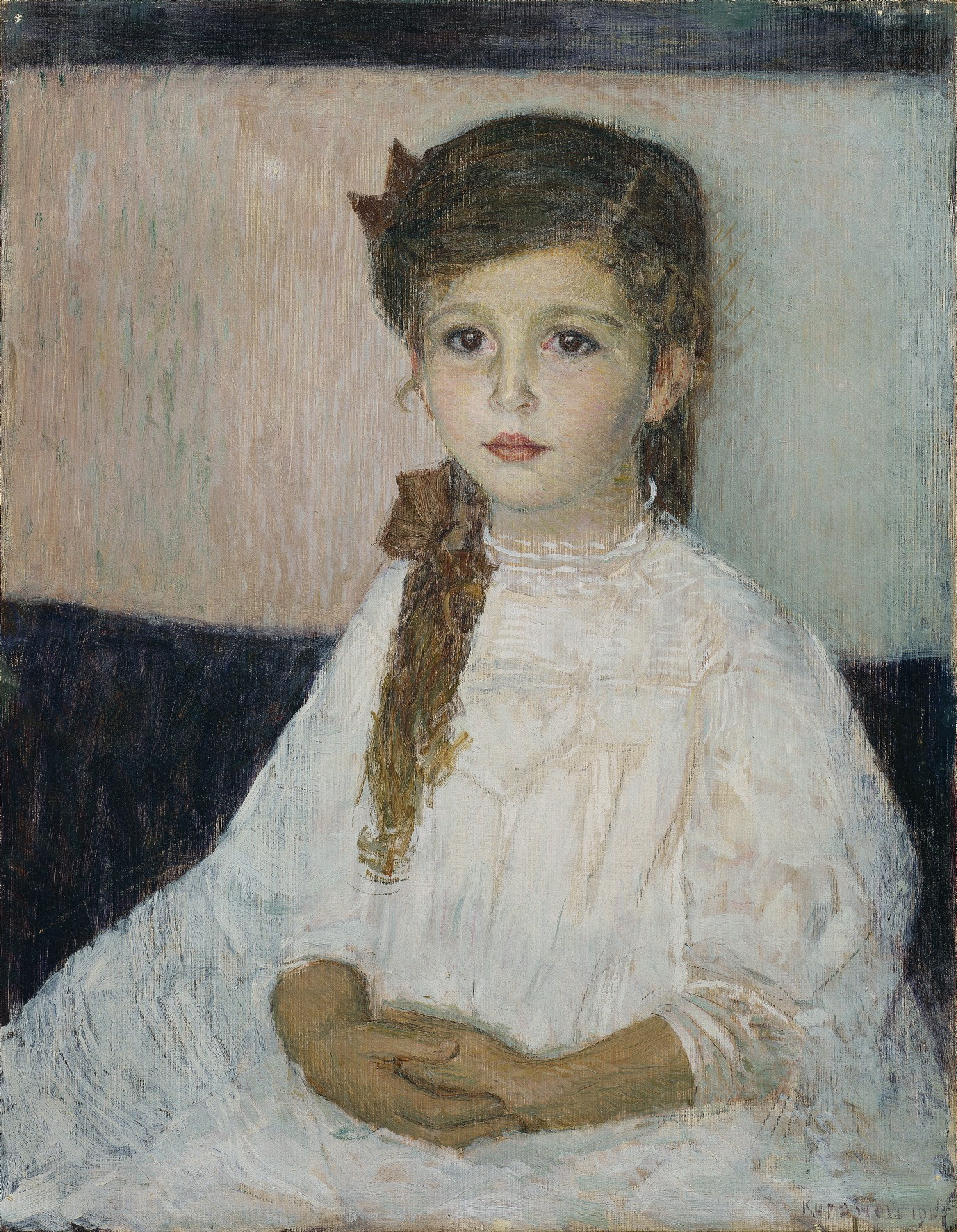
Беттина Бауер. 1907. Холст, масло. Австрийская галерея, Бельведер, Вена
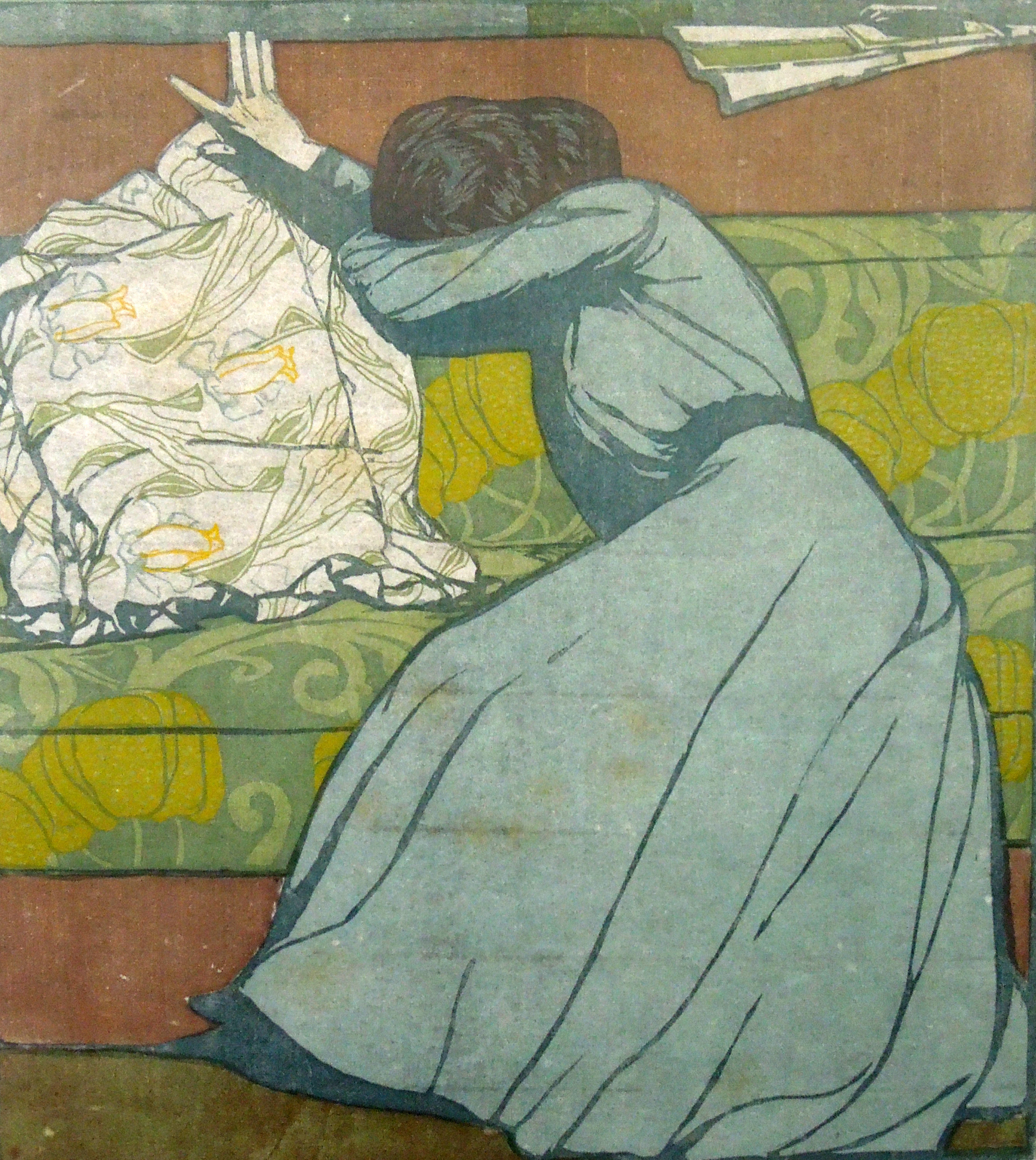
Подушка. 1903. Цветная ксилография
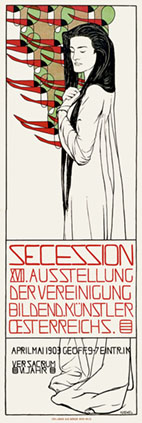
Плакат Седьмой выставки Венского Сецессиона. 1903
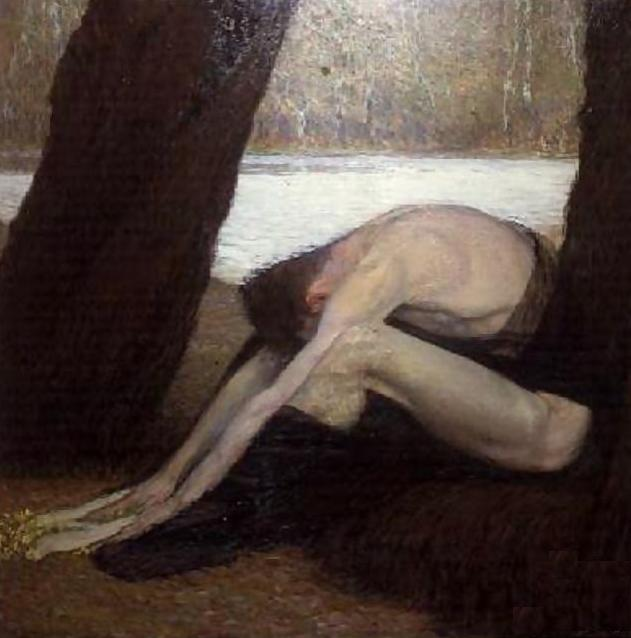
Отчаяние. Ок. 1910
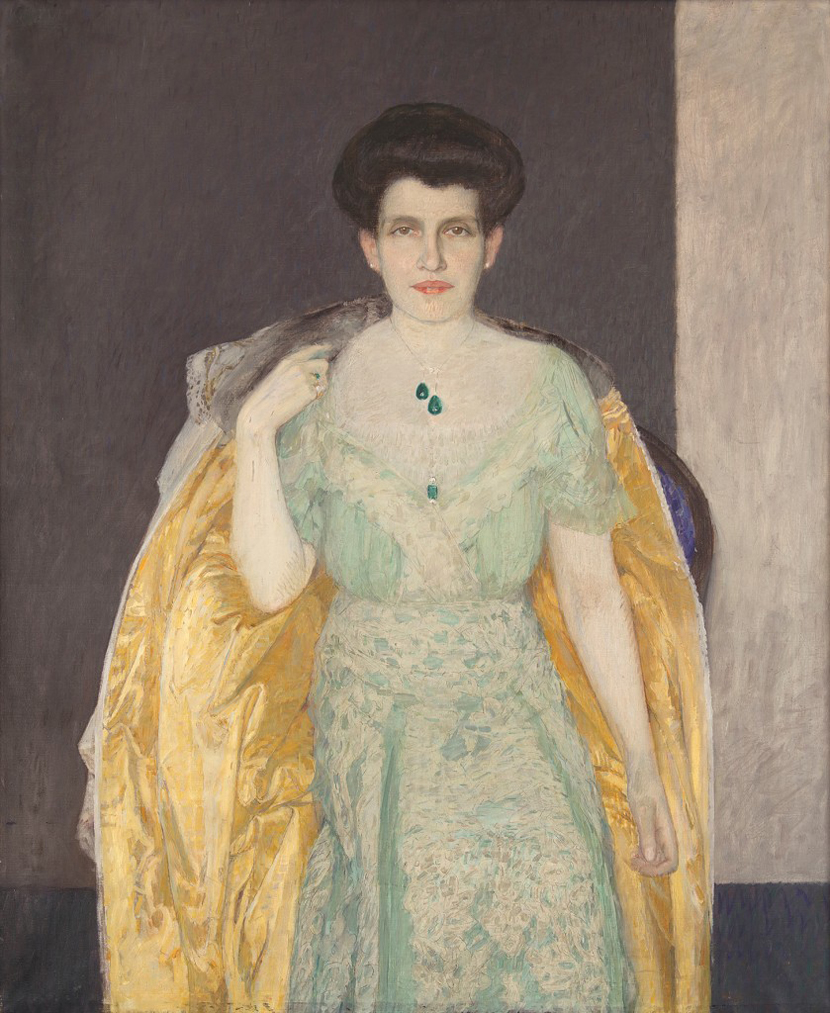
Тереза Блох-Бауер. 1907. Холст, масло. Частное собрание
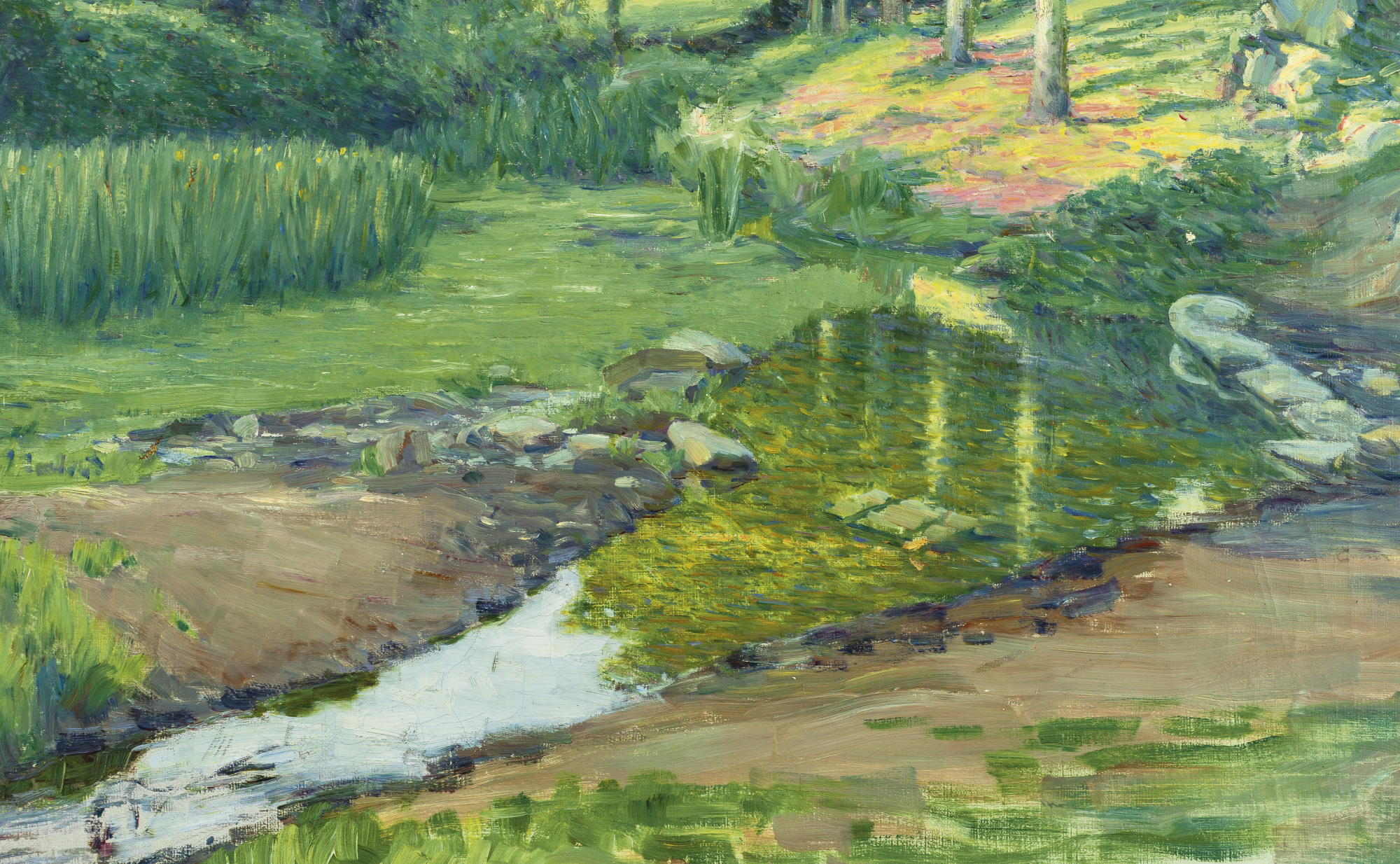
Через проток. 1916. Холст, масло. Частное собрание